# Mali nos Jogos Olímpicos de Verão de 1988
O Mali participou dos Jogos Olímpicos de Verão de 1988 em Seul, na Coreia do Sul, com seis atletas, em três esportes - atletismo, boxe e judô, sem conquistar nenhuma medalha. Foi a sexta participação do país em Jogos Olímpicos de Verão.